# Won't Go Quietly (single)
Won't Go Quietly is een nummer van de Britse artiest Example en komt van zijn gelijknamige studioalbum. Het nummer kwam beschikbaar als muziekdownload op 17 januari, en als fysieke single op 18 januari 2010.

## Muziekvideo
De muziekvideo voor het nummer, geregisseerd door Ben Newman, bevat een rappende Example voor een grote groep van dansende mensen.